# 속초시립도서관
속초시립도서관은 강원특별자치도 속초시에 있는 도서관이다.

## 연혁
- 2015.09.22. 속초시립도서관 개관
- 2015.10.14. 국회도서관 학술정보교류 상호협력 협정 체결
- 2016.11.10. 치매극복 선도도서관 지정
- 2017.03.24. 국립중앙도서관 디지털화 자료 이용 약정 체결
- 2017.05.25. 국회도서관장상 수상

## 시설 현황
- 3층: 열람실, 전자자료실, 문화강좌실, 시청각실, 사무실
- 2층: 종합자료실, 기증도서 및 치매도서 자료실
- 1층: 어린이도서관, 유아방, 장난감도서관

## 이용 안내
이용 시간
- 종합자료실: 평일 09:00-22:00 / 주말 09:00-18:00
- 어린이도서관: 매일 09:00-18:00
- 전자도서관: 매일 09:00-18:00
- 장난감도서관: 평일 13:00-22:00 / 주말 09:00-18:00
- 열람실: 평일 09:00-22:00 / 주말 09:00-18:00

휴관일
- 매주 월요일
- 법정 공휴일